# Aston Martin DB4 GT Zagato
Der Aston Martin DB4 GT Zagato ist ein exklusiver Sportwagen mit britischer Technik und italienischer Karosserie. Das Auto entstand 1960 und 1961 in Zusammenarbeit von Aston Martin und dem Mailänder Karosseriewerk Zagato. Das von Ercole Spada gestaltete Fahrzeug gilt als eines der schönsten jemals gebauten Autos. Im Laufe der Jahre entstanden 19 Originalfahrzeuge und acht Werksrepliken.

## Konstruktion

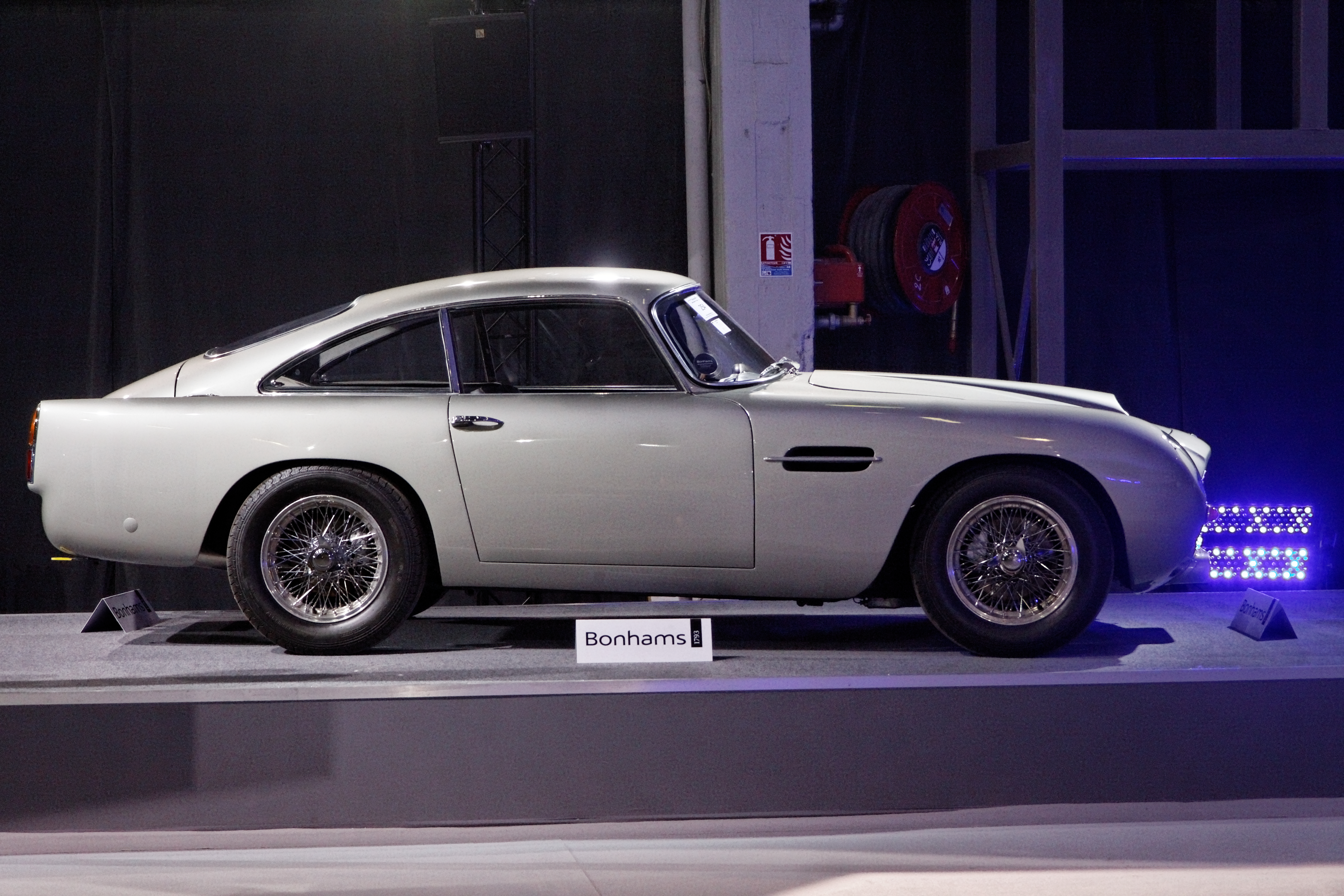
Basisfahrzeug: Aston Martin DB4 GT mit Werkskarosserie

Der Aston Martin DB4 GT Zagato basierte in technischer Hinsicht auf dem Aston Martin DB4 GT, der seinerseits eine sportlichere, verkürzte Ausführung des serienmäßigen Coupés DB4 war. Der anfänglich für Motorsporteinsätze vorgesehene DB4 GT von 1959 hatte sich im Vergleich zu den Fahrzeugen von Ferrari als zu schwer erwiesen, sodass das Werk nach einer Möglichkeit suchte, eine leichtere Version des Sportwagens zu bauen. Tony Crook, seinerzeit größter Bristol-Händler und britischer Vertreter von Zagato, vermittelte im Herbst 1959 den Kontakt zwischen Aston Martin und der Mailänder Carrozzeria, die für die Fertigung sehr leichter Automobilkarosserien bekannt war.
Zagato verwendete das technisch unveränderte Fahrgestell des DB4 GT.
Als Antrieb diente der aus dem DB4 bekannte Sechszylinder-Reihenmotor mit 3,7 Liter Hubraum. Die Verdichtung wurde auf 9,7:1 erhöht. Drei Doppelvergaser von Weber bereiteten das Gemisch auf. Dadurch erhöhte sich die Motorleistung gegenüber dem DB4 GT „spürbar“. Nach Werksangaben leistete der Motor 314 hp (234 kW) 14 12 hp mehr als der DB4 GT. Beobachter halten das allerdings für eine „Fantasieangabe“
(fantasy figure): Nach allgemeiner Auffassung wurden 270 PS nicht überschritten. Der Wagen beschleunigte von 0 auf 100 km/h in 6,2 Sekunden und erreichte eine Höchstgeschwindigkeit von 246 km/h.
Die Karosserie des DB4 GT Zagato wurde von Ercole Spada gestaltet, der kurz zuvor Chefdesigner bei Zagato geworden war. Es war das erste Auto, dessen Design Spada allein verantwortete. Sein Entwurf geht auf ein – heute kaum noch bekanntes – Coupé zurück, das Zagato im Jahr 1959 für den britischen Automobilhersteller Bristol produziert hatte. Dieses als Bristol 406 S bezeichnete Einzelstück und der Aston Martin sahen sich sehr ähnlich.
Die Karosserie des DB4 GT Zagato war stark gerundet und auf geringes Gewicht ausgelegt. Zagato verwendete für die Außenhaut Aluminium, das von Hand über einem Holzmodell in Form getrieben wurde. Die Fenster bestanden aus Acrylglas; zudem verzichtete man auf Zierteile und Komfortausstattung. Die Karosserie wurde von einem Gerippe aus 8 mm dicken Stahlrohren getragen. Die Fahrzeuge hatten – anders als der Werks-DB4 GT – regelmäßig zurückgesetzte Scheinwerfer, die mit Acrylglas abgedeckt waren. Ein einzelnes Fahrzeug trug allerdings den Vorderwagen des Serienmodells.

## Produktion
Aston Martin und Zagato planten, den DB4 GT Zagato in 23 Exemplaren zu produzieren. Allerdings wurden zwischen 1960 und 1961 aufgrund geringer Nachfrage tatsächlich nur 19 Fahrzeuge aufgebaut. Sie sind die Originalexemplare des DB4 GT Zagato. 1988 entstanden vier weitere Fahrzeuge, die als Sanction-II-Modelle bezeichnet werden. Zwei weitere Exemplare, die 1996 aus 1988 hergestellten Ersatzteilen komplettiert wurden, heißen Sanction III.

### 19 Exemplare: Die Original-Zagatos

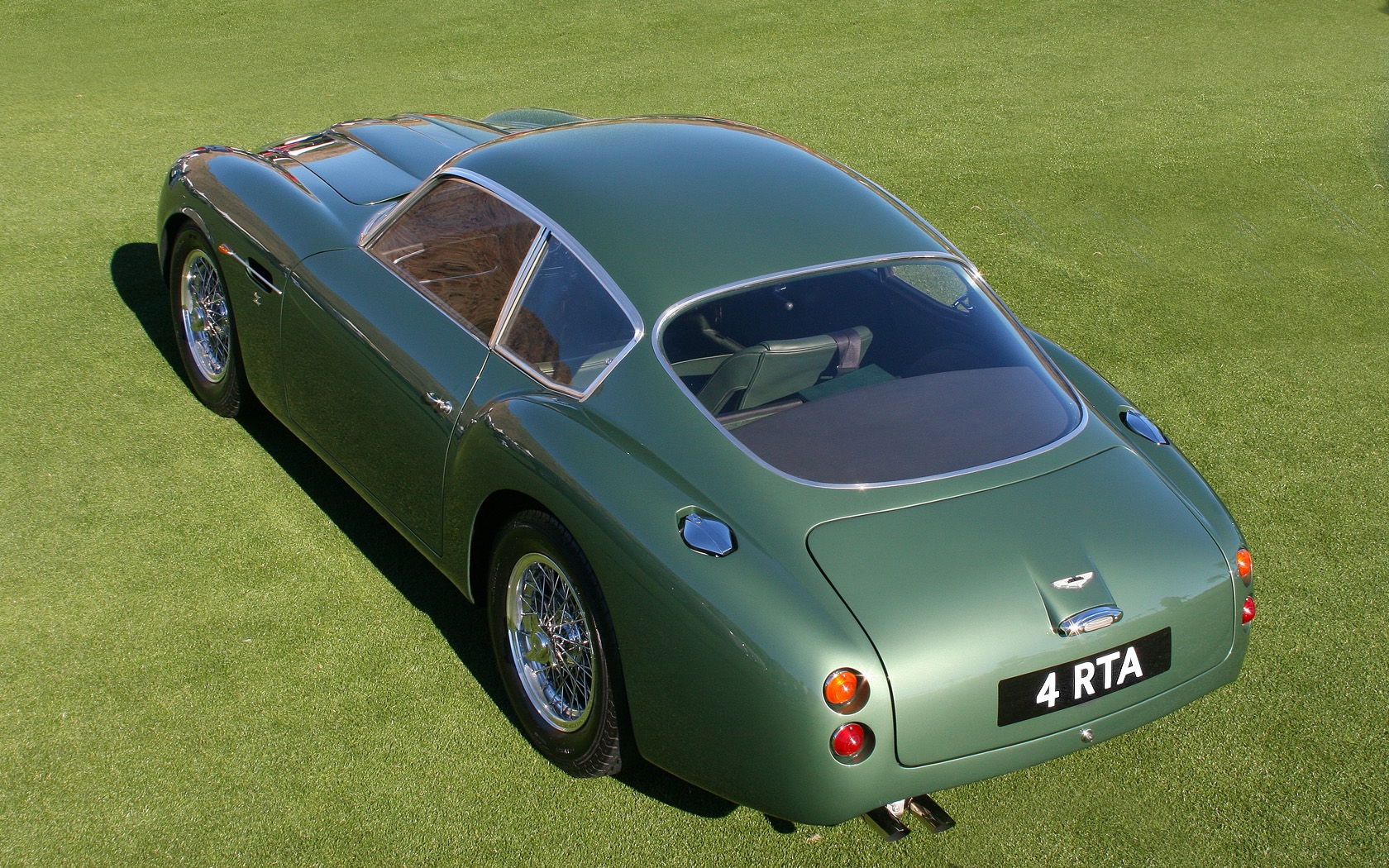
Heckpartie des DB4 GT Zagato

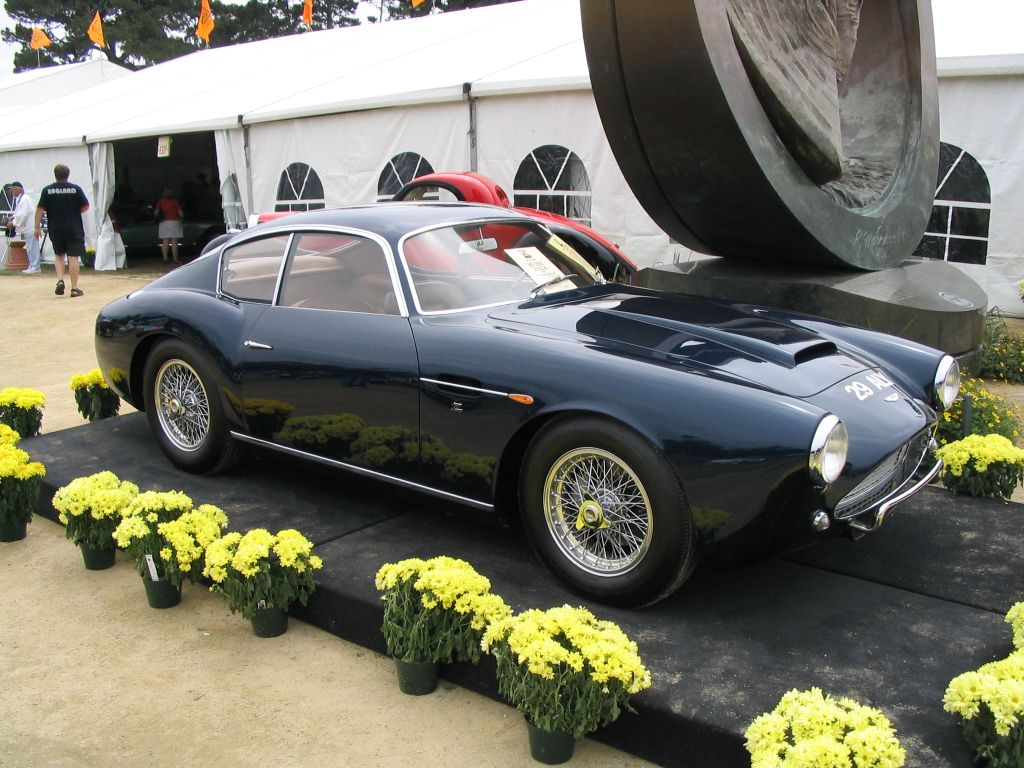
Aston Martin DB4 GT Zagato von 1961

Aston Martin lieferte fahrfertige Chassis nach Mailand und Zagato stellte in Handarbeit die Karosserie her und setzte sie auf dem Fahrgestell zusammen. Dann wurden die Wagen nach Newport Pagnell zurücktransportiert, wo Aston Martin sie komplettierte. Die Fahrzeuge variieren in Details erheblich voneinander. In Einzelfragen der Gestaltung nahm Zagato auf Kundenwünsche Rücksicht. Einige Fahrzeuge wurden für den Rennbetrieb abgestimmt, andere so gestaltet, dass sie eine Straßenzulassung erhalten konnten. Während der Bauzeit flossen zudem Erkenntnisse aus den bereits ausgelieferten Modellen in die im Bau befindlichen Exemplare ein.
Der Aston Martin DB4 GT Zagato wurde erstmals auf der London Motor Show in Earls Court 1960 vorgestellt. Das Ausstellungsexemplar hatte keinen Motor, sondern lediglich eine Attrappe aus Holz. Bei seiner Vorstellung kostete das Auto 5.400 Pfund, was dem Gegenwert von elf Minis entsprach. Der Mehrpreis gegenüber dem regulären DB4 betrug 1.500 Pfund; im Vergleich zum Werks-DB4 GT war der Zagato 600 Pfund teurer.
Der Absatz erfüllte die Erwartungen Aston Martins nicht. Der sehr teure GT Zagato ließ sich nur zögernd verkaufen. Die letzten Fahrzeuge wurden 1962 mit Nachlass vom Werk veräußert.
Heute gehört der DB4 GT Zagato zu den gesuchten Klassikern. Im Jahr 2010 wurde ein Exemplar zum Preis von 1,2 Millionen Euro verkauft; fünf Jahre später erreichte ein Modell bei einer Auktion in New York einen Preis von 14,3 Millionen Pfund.

### Der DB4 GT Zagato Sanction II
1988 entschied sich Aston Martin für den Bau von zunächst vier weiteren Modellen mit den bislang nicht verwendeten Seriennummern 0192, 0196, 0197 und 0198, die dem Original nahezu vollständig entsprachen. Anlass für die Entscheidung war eine ausgesprochene Blüte des Oldtimer-Marktes in den späten 1980er-Jahren, die dazu führte, dass für klassische Automobile nicht selten Millionenbeträge gezahlt wurden.
Zagato, der Urheber der Karosserie und seit 1984 über den Aston Martin V8 Zagato wieder geschäftlich mit dem britischen Unternehmen verbunden, stimmte dem Neubau zu. Das technische Layout war mit dem des Originalfahrzeugs annähernd gleich; allein die Elektrik war überarbeitet worden, und der Neubau fuhr auf geringfügig kleineren Reifen; schließlich waren die Motoren dank anderer Vergaser spürbar leistungsstärker.
In einem Spezialbetrieb in Großbritannien ließ Aston Martin insgesamt sechs Chassis nach dem Vorbild des DB4 GT herstellen. Vier von ihnen wurden nach Italien transportiert, wo sie in der privaten Werkstatt desjenigen ehemaligen Zagato-Mitarbeiters eingekleidet wurden, der in den frühen 1960er Jahren die Karosserien für die Originalfahrzeuge hergestellt hatte. Ein originaler DB4 GT Zagato wurde mitgeschickt und dort zerlegt, um das dortige Personal mit den Konstruktionsmerkmalen der 1960er-Jahre vertraut zu machen. Den letzten Schliff erhielten die Fahrzeuge letztlich bei Aston Martin.
Die Fertigstellung der Fahrzeuge zog sich in die Länge; erst 1991 waren die Autos fertig. Absatzsorgen musste sich Aston Martin gleichwohl nicht machen: Die vier Sanction-II-Modelle waren bereits 1988 – innerhalb von 15 Minuten nach Bekanntgabe der Produktionsentscheidung – verkauft worden. Sie erzielten jeweils einen Preis von umgerechnet 1,2 Millionen Euro.

### Der DB4 GT Zagato Sanction III
Parallel zu den vier Sanction-II-Modellen wurden in Italien zwei weitere Karosserien aufgebaut, die – zusammen mit den überzähligen Chassis – zunächst als Teileträger gedacht waren. Tatsächlich bestand allerdings kein Bedarf an Ersatzteilen, sodass sich Aston Martin 1996 dazu entschloss, aus diesen Teilen zwei weitere Fahrzeuge zu komplettieren. Die Wagen wurden in kurzer Zeit fertiggestellt und werden in der britischen Literatur wiederholt als „Sanction III“ bezeichnet.

## Der Aston Martin DB4 GT Zagato im Motorsport
Mehrere DB4 GT Zagato wurden in den frühen 1960er-Jahren im Motorsport eingesetzt.
Das britische Team Essex Racing Stable meldete zwei Fahrzeuge zum 24-Stunden-Rennen von Le Mans 1961. Ein Auto wurde von den Australiern Lex Davison und Bib Stillwell gefahren; das zweite fuhren Jack Fairman und Bernard Consten. Beide Autos fielen nach zweieinhalb Stunden wegen defekter Zylinderkopfdichtungen aus: Ein Mechaniker hatte vorher die Zylinderköpfe nicht korrekt angezogen. Ein dritter DB4 GT Zagato wurde privat von Jean Kerguen und Jacques Dewez gemeldet. Die Franzosen legten 286 Runden zurück, bevor sie aus technischen Gründen ausfielen. 1962 erschienen in Le Mans zwei DB4 GT Zagato; sie kamen aber nicht ins Ziel.
Essex meldete die beiden GT Zagato in den Jahren 1961 und 1962 zudem zur RAC Tourist Trophy in Goodwood. Fahrer waren Roy Salvadori und Jim Clark. 1961 kamen beide Aston Martin hinter den technisch überlegenen Ferrari-Werkswagen ins Ziel; 1962 fielen sie vorzeitig aus, ein Wagen technisch bedingt und der Wagen von Clark nach einem Fahrfehler.